# Un remedio para la adicción al póquer
Un remedio para la adicción al póquer (título original en inglés: A Cure for Pokeritis) es un cortometraje mudo de 1912 protagonizado por John Bunny y Flora Finch. Después de la muerte de Bunny en 1915, un reestreno fue anunciado con el título alternativo de  A Sure Cure for Pokeritis (en español: Un remedio seguro para la adicción al póquer). La película, una comedia doméstica, muestre a una mujer que detiene el hábito de apostar de su marido haciendo que su primo realice una incursión policial falsa en su juego de póker semanal. Fue uno de los varios cortometrajes que produjo por Vitagraph Studios (comedias de un carrete protagonizadas por Bunny y Finch en un entorno doméstico, conocido popularmente como «Bunnygraphs» o «Bunnyfinches») cuya popularidad hizo a Bunny y Finch tempranas estrellas de cine. Pese a de que su estilo humorístico está pasado de moda, la película ha sido reconocido como un representante históricamente importante de su período y género.

## Argumento
Al regresar a casa de una noche perdida en el póquer, George Brown jura que nunca más jugará en apuestas. Sin embargo, su amigo Bigelow lo convence de seguir asistiendo al juego de póquer semanal secretamente y decirle a su esposa Mary que ha sido admitido en los Hijos de la Mañana, una organización fraternal, para explicar sus ausencias. Cuando George empieza a hablar dormido, ella empieza a sospechar y su primo Freddie Dewdrop lo sigue, permitiéndole saber la verdad. Junto con las esposas de los otros jugadores de póquer, ella promulga un plan para terminar el juego. Freddie y los miembros de su grupo de estudio de la Biblia se visten de agentes de policía e incursionan el juego. Las esposas de los jugadores luego llegan y la «policía» deja a los hombres solos para que las regañen, supuestamente en lugar de ser arrestados. Cuando la película termina, los Browns se reconcilian.

## Reparto
No está del todo claro cuáles fueron los nombres de los personajes interpretados por Bunny y Finch. En la película, la carta escrita para reunir a las esposas identifica a los dos personajes principales como Mary y George Brown. Sin embargo, una lista de elenco en la publicación interna de Vitagraph refiere a los personajes principales como el Sr. y la Sra. Bunny Sharpe, mientras que el «Sr. Brown» se da como el nombre de un personaje menor.
- John Bunny - Sr. Bunny Sharpe / George Brown
- Flora Finch - Sra. Bunny Sharpe / Mary Brown
- Charles Eldridge - Bigelow, amigo de Bunny[3]
- Harold Wilson - otro amigo
- Rose Tapley - esposa de Bigelow
- Leah Baird - la mujer de otro amigo
- Harry T. Morey - Freddie Dewdrop
- Tom Power - amigo de Freddie
- James Morrison - amigo de Freddie
- William R. Dunn - Sr. Brown
- Arthur Rosson - el cliente

## Producción
Un remedio para la adicción al póquer fue uno de los muchos cortos cómicos de Vitagraph Estudios protagonizados por Bunny y Finch en un entorno doméstico, conocidos popularmente como «Bunnygraphs» o «Bunnyfinches». El número de estos cortos producidos originalmente es desconocido porque las películas de Vitagraph no fueron archivadas generalmente. Las estimaciones varían considerablemente; se han propuesto totales superiores a 150, 200 o 260. La mayoría de las películas del estudio se consideran ahora perdidas.
La película era un ejemplo temprano de esfuerzos para mover más allá del teatro que bloquea convenciones. Durante la redada policial, la profundidad se demostró al tener lugar la acción tanto en el primer plano como en el fondo, y al permitir que los actores se muevan entre los espacios. Esta técnica de cinematografía le dio realismo a la escena y mejoró su ritmo.

## Exhibición
En la época del cine mudo, las películas eran acompañadas por una variedad de música en vivo y grabada. Dependiendo de la película y el local, la música podría haber sido la interpretación de un pianista u orquesta en vivo, música grabada o ausente por completo. Algunas películas se distribuyeron con hojas de referencia que indicaban cuándo se debía tocar la música, o antologías de canciones específicas para usar como acompañamiento. Especialmente entre 1910 y 1912, estas selecciones eran a menudo música popular, escogidos porque el título de la canción o la letra estaban relacionadas con la película de alguna manera, en contraste a esfuerzos más tardíos por proporcionar música con textura apropiada. A partir de 1910, Vitagraph proporcionó listas de esta naturaleza para todas sus películas.

### Música
La música recomendada por Vitagraph para Un remedio para la adicción al póquer empezó con «I'm Glad I'm Married» y «I've Got My Eyes on You». El estudio sugirió que «I Don't Believe You» o «I'm an Honorary Member of the Patsy Club» para ser tocado cuando George presenta su supuesta membresía. Su escena en la que habla durante el sueño iba a ir acompañado por «If You Talk in Your Sleep, Don't Mention My Name», seguido por «Back to the Factory, Mary» cuando Freddie investiga. «Whoops, My Dear» iba a acompañar la redada policial, y «Don't Take Me Home» sería tocado cuando la película terminara.

## Recepción y legado
Los Bunnygraphs, como género, eran representativos del cine de la época, y tuvieron mucho éxito, haciendo a Bunny la primera estrella cómica de cine estadounidense y Finch la primera comediante femenina. Un remedio para la adicción al póquer, estrenado el 23 de febrero de 1912, fue bien recibido individualmente, incluso en exhibiciones fuera de los Estados Unidos. El Thames Star, un diario de Nueva Zelanda, describió la película como «extremadamente graciosa». Después de la muerte de John Bunny, el interés en sus películas condujo a Vitagraph a anunciar el reestreno de esta película (retitulada Un remedio seguro para la adicción al póquer), junto con muchos de sus otros trabajos en 1917. Sin embargo, el estilo cómico de Un remedio para la adicción al póquer no ha envejecido bien, especialmente en contraste con las películas slapstick de Mack Sennett y las obras de comediantes posteriores como Charles Chaplin y Buster Keaton. Según los académicos de cine Donald McCaffrey y Christopher Jacobs, los espectadores modernos «difícilmente obtendrán un destello de una sonrisa» de la película, pese a la habilidad de sus actores.

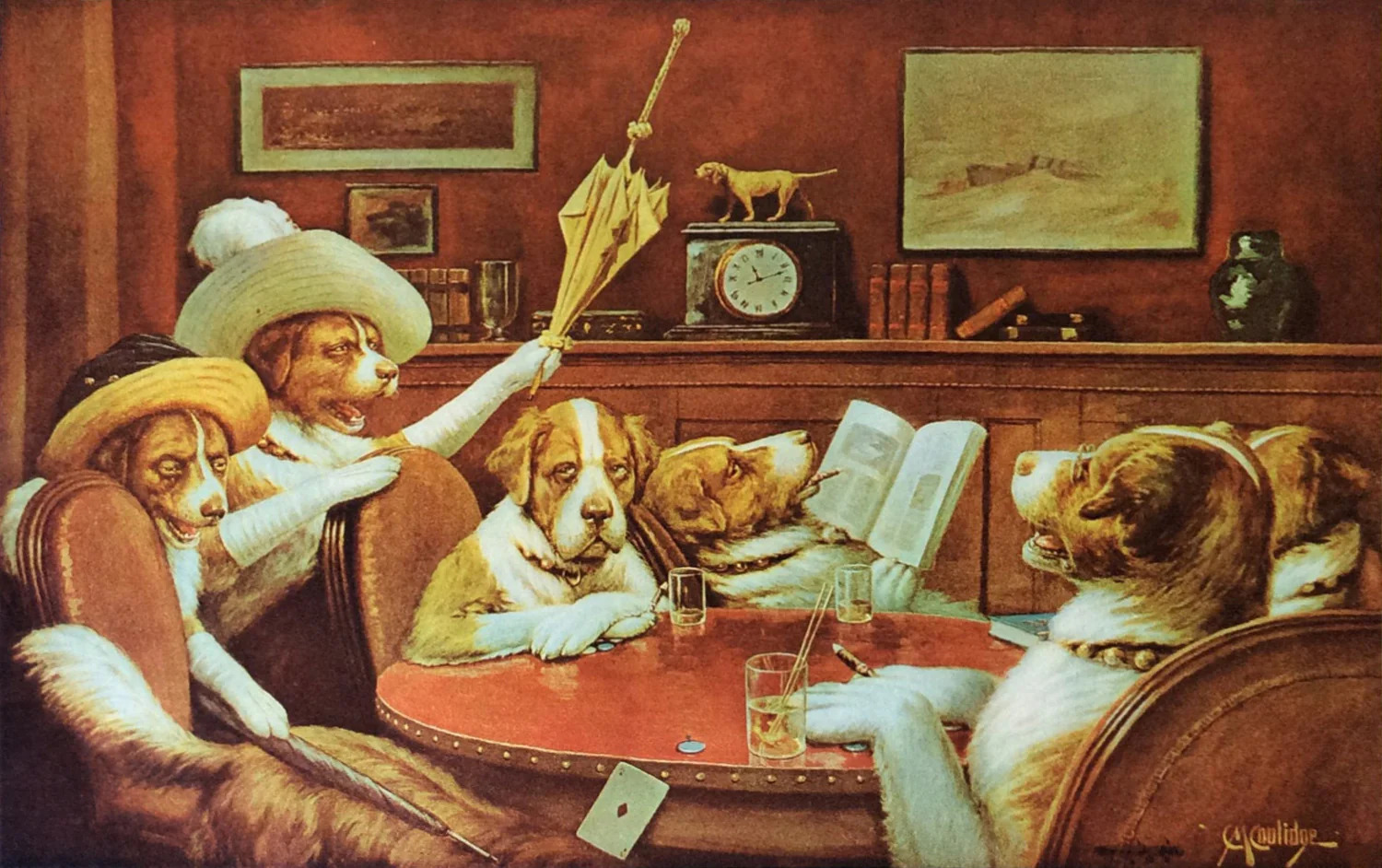
Sentándose con un amigo enfermo de Coolidge, muestra un acontecimiento similar, pero con perros antropomorfos.

Los temas de la película y su relación a trabajos posteriores ha sido tema de análisis crítico. Un remedio para la adicción al póquer puede ser la primera representación de póquer en una película, y proporciona una idea de la percepción que el público tiene del juego en ese momento como un mal social dominado por los hombres. Esta actitud, y una escena similar a la trama de la película, es también presente en la pintura Sentándose con un amigo enfermo de Cassius Marcellus Coolidge, parte de la serie perros jugando al póquer, encargada en 1903. Un remedio para la adicción al póquer ha sido comparado con sitcoms tanto de la década de 1940 y de finales del siglo XX. El historiador de cine Wes Gehring de la Universidad Estatal Ball considera que George es un precursor del arquetipo del antihéroe moderno y compara los Brown con Laurel y Hardy. Otros autores han examinado las cuestiones de género de la película. Gerald Mast escribió que los aspectos cómicos superponían un conflicto entre la masculinidad y los valores moralistas o feministas. El profesor de la Universidad Brunel Geoff King veía los esfuerzos del líder masculino por escapar de una esposa «encarcelada» como un tema recurrente en la comedia muda, y el crítico de cine Peter Nash encontró al «quisquilloso y afeminado» Freddie un ejemplo de un personaje homosexual contemporáneo.
En 2011, la película fue considerada como un representante «cultural, histórico y estéticamente significativo» de las películas Bunnygraph por la Biblioteca del Congreso de Estados Unidos y seleccionada para su preservación en el National Film Registry.

## Formato doméstico
Un remedio para la adicción al póquer está en dominio público, así que está ampliamente disponible, incluido en línea. En 1998, Kino International lo incluyó en Slapstick Encyclopedia, una colección de ocho volúmenes de películas mudas en VHS, que fue reestrenado en 2002 como una colección de DVD de cinco discos de Image Entertainment.